# Unbewegliche Kulturdenkmäler Georgiens
Unbewegliche Kulturdenkmäler Georgiens (georgisch კულტურის უძრავი ძეგლების) sind zusammen mit beweglichen und immateriellen Kulturdenkmälern Objekte, die durch die Gesetzgebung Georgiens geschützt sind und deren Schutz, Studium und Präsentation der Georgischen Nationalen Agentur für Erhaltung des Kulturerbes obliegt. Nach georgischem Recht kann jedem Gebäude, das aufgrund seines Alters, der Einzigartigkeit oder Authentizität einen historischen oder kulturellen Wert hat, der Status eines unbeweglichen Denkmals verliehen werden. Dabei hat der Kulturminister Georgiens bzw. in einigen Fällen die georgische Regierung die Befugnis, einem Objekt auf der Grundlage eines vom Rat für den Schutz des Kulturerbes erstellten Gutachtens den Status eines unbeweglichen Denkmals zu verleihen oder zu entziehen. Die Liste der unbeweglichen Denkmäler umfasst hauptsächlich mittelalterliche Kirchen- und Klostergebäude, andere Kultgebäude, Burgen, Paläste, Häuser, Brücken, Türme. Das georgische Recht enthält eine Reihe von Vorschriften für unbewegliche Denkmäler, insbesondere im Denkmalschutzrecht, Baurecht, Verwaltungsrecht und Strafrecht.
Die Liste der unbeweglichen Denkmäler umfasst zwei Unterkategorien: Denkmäler ohne besondere Kategorie und Denkmäler von nationaler Bedeutung. Letztere haben beim Denkmalschutz Priorität und genießen ein höheres Maß an Rechtsschutz.

## Liste der unbeweglichen Kulturdenkmäler von nationaler Bedeutung
Nachfolgend ist eine Liste der unbeweglichen Kulturdenkmäler von nationaler Bedeutung nach Regionen Georgiens gegeben.

### Tiflis
| № | Bild | Denkmal                                  | Baudatum       | Lage                          |
| - | ---- | ---------------------------------------- | -------------- | ----------------------------- |
| 1 |      | Feuertempel von Tiflis                   | 3. oder 4. Jh. | Tiflis                        |
| 2 |      | Theater für Oper und Ballett             | 19. Jh.        | Rustawelis Gamsiri Tiflis     |
| 3 |      | Tiflisser Karawanserei                   |                | Sioni-Straße 8, Tiflis        |
| 4 |      | Gebäude des Staatlichen Museum Georgiens |                | Puschkin-Straße 4, Tiflis     |
| 5 |      | Tiflisser Kunstgalerie                   |                | Rustawelis Gamsiri 11, Tiflis |
| 6 |      | Nationalmuseum Georgiens                 |                | Rustawelis Gamsiri 3, Tiflis  |

### Autonome Republik Abchasien

#### Munizipalität Gagra
| № | Bild | Denkmal                    | Baudatum       | Lage        |
| - | ---- | -------------------------- | -------------- | ----------- |
| 1 |      | Gagra-Kirche               | 6. oder 7. Jh. | Gagra       |
| 2 |      | Kathedrale von Bitschwinta | 10. Jh.        | Bitschwinta |
| 3 |      | Gantiadi-Kirche            | 7. Jh.         | Gantiadi    |

#### Munizipalität Gudauta
| № | Bild | Denkmal                    | Baudatum                                   | Lage                      |
| - | ---- | -------------------------- | ------------------------------------------ | ------------------------- |
| 1 |      | Neu-Athos-Kloster          | 9. und 10. Jh., sowie 19. Jh.              | Achali Atoni              |
| 2 |      | Kloster von Berg Iweria    | 8.–9., 19. Jh.                             | Achali Atoni, Berg Iweria |
| 3 |      | Dolmen von Atschandara     | 1. Hälfte des 2. Jahrtausends vor Christus | Atschandara               |
| 4 |      | Burg von Bsipi             | Mittelalter                                | Kaldachwara               |
| 5 |      | Lichni-Kirche              | 10. oder 11. Jh., sowie 19. Jh.            | Lichni                    |
| 6 |      | Die Kirche „Aba-Ata“       | Entwickeltes Mittelalter                   | Lichni                    |
| 7 |      | Schloss von Scharwaschidse | 10.–11. Jh., 19. Jh.                       | Lichni                    |

#### Munizipalität Gulripschi
| № | Bild | Denkmal               | Baudatum  | Lage   |
| - | ---- | --------------------- | --------- | ------ |
| 1 |      | Kathedrale von Dranda | 6.–7. Jh. | Dranda |

#### Munizipalität Otschamtschire
| № | Bild | Denkmal              | Baudatum    | Lage     |
| - | ---- | -------------------- | ----------- | -------- |
| 1 |      | Kloster Bedia        | 10.–14. Jh. | Agubedia |
| 2 |      | Ilori-Kirche         | 11. Jh.     | Ilori    |
| 3 |      | Kathedrale von Mokwi | 10. Jh.     | Mokwi    |

#### Munizipalität Sochumi
| № | Bild | Denkmal         | Baudatum            | Lage    |
| - | ---- | --------------- | ------------------- | ------- |
| 1 |      | Besleti-Brücke  | 12. oder 13. Jh.    | Besleti |
| 2 |      | Burg Dioscurias | 2. Jh. vor Christus | Sochumi |

### Autonome Republik Adscharien

#### Batumi
| № | Bild | Denkmal                     | Baudatum                    | Lage                                                   |
| - | ---- | --------------------------- | --------------------------- | ------------------------------------------------------ |
| 1 |      | Festung Gonio               | Spätantike; 17. Jh.         | Gonio                                                  |
| 2 |      | Landhaus der Gräfin Fesenko | Anfang des 20. Jahrhunderts | Machindschauri                                         |
| 3 |      | Batumi Kunstschule          | 1880er Jahre                | Kreuzung der Kutaisi-, Khulo- und Gogebashvili-Straßen |

#### Munizipalität Keda
| № | Bild | Denkmal           | Baudatum                 | Lage             |
| - | ---- | ----------------- | ------------------------ | ---------------- |
| 1 |      | Moschee von Acho  | 1817–1818                | Acho             |
| 2 |      | Dandalo-Brücke    | 11. oder 12. Jahrhundert | Dandalo          |
| 3 |      | Machunzeti-Brücke | 11. oder 12. Jahrhundert | Kweda Machunzeti |
| 4 |      | Zchmorissi-Brücke | Spätmittelalter          | Zchmorissi       |
| 5 |      | Zoniarissi-Brücke | Spätmittelalter          | Zoniarissi       |

#### Munizipalität Kobuleti
| № | Bild | Denkmal             | Baudatum                    | Lage        |
| - | ---- | ------------------- | --------------------------- | ----------- |
| 1 |      | Moschee von Kwirike | 1860er Jahre                | Kwirike     |
| 2 |      | Petra               | 6. Jahrhundert; Mittelalter | Zichisdsiri |

#### Munizipalität  Schuachewi
| № | Bild | Denkmal                 | Baudatum                 | Lage             |
| - | ---- | ----------------------- | ------------------------ | ---------------- |
| 1 |      | Wardschanauli-Brücke    | Spätmittelalter          | Wardschanauli    |
| 2 |      | Purtio-Brücke           | 11. oder 12. Jahrhundert | Samleti          |
| 3 |      | Chabelaschwilebi-Brücke | 18. Jahrhundert          | Chabelaschwilebi |

#### Munizipalität Chelwatschauri
| № | Bild | Denkmal          | Baudatum        | Lage                         |
| - | ---- | ---------------- | --------------- | ---------------------------- |
| 1 |      | Kokoleti-Brücke  | 18. Jahrhundert | Kokoleti, Fluss Matschachela |
| 2 |      | Zchemlara-Brücke | Spätmittelalter | Zchemlara                    |
| 3 |      | Macho-Brücke     | Spätmittelalter | Macho                        |

#### Munizipalität Chulo
| № | Bild | Denkmal                 | Baudatum                         | Lage           |
| - | ---- | ----------------------- | -------------------------------- | -------------- |
| 1 |      | Moschee von Beghleti    | Neuzeit                          | Beghleti       |
| 2 |      | Moschee von Didadschara | 1831–1832                        | Didadschara    |
| 3 |      | Okruaschwilebi-Brücke   | Spätmittelalter                  | Okruaschwilebi |
| 4 |      | Schalta-Kirche          | 13. Jahrhundert; Spätmittelalter | Qintschauri    |
| 5 |      | Burg Zichisqeli         | Mittelalter                      | Chichadsiri    |

### Gurien

#### Munizipalität Lantschchuti
| № | Bild | Denkmal               | Baudatum    | Lage         |
| - | ---- | --------------------- | ----------- | ------------ |
| 1 |      | Kirche von Dschicheti | Mittelalter | Tschqonigora |

#### Munizipalität Osurgeti
| № | Bild | Denkmal             | Baudatum                           | Lage           |
| - | ---- | ------------------- | ---------------------------------- | -------------- |
| 1 |      | Atschi-Kirche       | Hochmittelalter                    | Atschi         |
| 2 |      | Lichauri-Kirche     | 1422; Mittelalter                  | Lichauri       |
| 3 |      | Schemokmedi-Kloster | Mittelalter; 16. Jahrhundert; 1831 | Schemokmedi    |
| 4 |      | Dschumati-Kirche    | Mittelalter                        | Dsiridschumati |

#### Munizipalität Tschochatauri
| № | Bild | Denkmal                 | Baudatum                | Lage            |
| - | ---- | ----------------------- | ----------------------- | --------------- |
| 1 |      | Garten Gorabereschouli  | 18. und 19. Jahrhundert | Gorabereschouli |
| 2 |      | Schloss Gorabereschouli | Mittelalter             | Gorabereschouli |
| 3 |      | Erketi-Kirche           | Hochmittelalter         | Semo Erketi     |

### Imeretien

#### Kutaissi
| № | Bild | Denkmal              | Baudenkmal                       | Lage     |
| - | ---- | -------------------- | -------------------------------- | -------- |
| 1 |      | Bagrati-Kathedrale   | 1003; Mittelalter                | Kutaissi |
| 2 |      | Mzwaneqwawila-Kirche | 11. Jahrhundert; 17. Jahrhundert | Kutaissi |
| 3 |      | Okros Tschardachi    | Spätmittelalter oder Neuzeit     | Kutaissi |
| 4 |      | Kettenbrücke         | 18. und 19. Jahrhundert          | Kutaissi |

#### Munizipalität Baghdati
| № | Bild | Denkmal            | Baudenkmal                            | Lage       |
| - | ---- | ------------------ | ------------------------------------- | ---------- |
| 1 |      | Rhodopolis         | 4.–6. Jahrhundert; 9.–11. Jahrhundert | Vartsikhe  |
| 2 |      | Kirche von Dewadse | 10. Jahrhundert; 15. Jahrhundert      | Zitelchewi |

#### Munizipalität Wani
| № | Bild | Denkmal                                     | Baudenkmal | Lage        |
| - | ---- | ------------------------------------------- | ---------- | ----------- |
| 1 |      | Alte Stadt Wani                             | Antike     | Wani        |
| 2 |      | Hausmuseum von Galaktion und Tizian Tabidse |            | Tschqwischi |

#### Munizipalität Sestaponi
| № | Bild | Denkmal          | Baudenkmal                                        | Lage     |
| - | ---- | ---------------- | ------------------------------------------------- | -------- |
| 1 |      | Tabakini-Kloster | 10.–11. Jahrhundert; 16. Jahrhundert; Mittelalter | Tabakini |

#### Munizipalität Terdschola
| № | Bild | Denkmal                  | Baudenkmal                          | Lage          |
| - | ---- | ------------------------ | ----------------------------------- | ------------- |
| 1 |      | Kirche von Seda Simoneti | 11. Jahrhundert                     | Seda Simoneti |
| 2 |      | Nagarewi-Brücke          | 1667                                | Nagarewi      |
| 3 |      | Festung Skande           | 6. Jahrhundert; 16.–18. Jahrhundert | Skande        |
| 4 |      | Sagwardschile-Höhle      | Mittelalter                         | Dsewri        |

#### Munizipalität Satschchere
| №  | Bild | Denkmal                              | Baudenkmal                           | Lage        |
| -- | ---- | ------------------------------------ | ------------------------------------ | ----------- |
| 1  |      | Echwewi-Kirche                       | 10.–11. Jahrhundert                  | Satschchere |
| 2  |      | Badschiti-Kirche                     | 10.–11. Jahrhundert                  | Badschiti   |
| 3  |      | Sawane-Kirche                        | 1046; 19. Jahrhundert                | Sawane      |
| 4  |      | Sedamazchowari-Kirche                | 11. Jahrhundert                      | Speti       |
| 5  |      | Haus von Akaki Zereteli              | 19. Jahrhundert                      | Schwitori   |
| 6  |      | Koreti-Kirche                        | 1001                                 | Koreti      |
| 7  |      | Festung Tschicha und Tschicha-Kirche | Hochmittelalter; 11.–12. Jahrhundert | Tschicha    |
| 8  |      | Kloster Dschrutschi                  | Hochmittelalter                      | Zchomareti  |
| 9  |      | Tschala-Kirche                       | 1510                                 | Tschala     |
| 10 |      | Modinache                            | Hochmittelalter                      | Satschchere |

#### Munizipalität Tqibuli
| № | Bild | Denkmal          | Baudenkmal                                            | Lage      |
| - | ---- | ---------------- | ----------------------------------------------------- | --------- |
| 1 |      | Gelati           | 12. Jahrhundert; 13.–16. Jahrhundert; 19. Jahrhundert | Gelati    |
| 2 |      | Kissoreti-Kirche | Mittelalter                                           | Kissoreti |
| 3 |      | Mozameta         | 8.–19. Jahrhundert                                    | Mozameta  |

#### Munizipalität Zqaltubo
| № | Bild | Denkmal           | Baudenkmal         | Lage     |
| - | ---- | ----------------- | ------------------ | -------- |
| 1 |      | Palast von Geguti | 8.–12. Jahrhundert | Geguti   |
| 2 |      | Dertschi-Kirche   | Hochmittelalter    | Dertschi |
| 3 |      | Sarati-Kirche     | Hochmittelalter    | Sarati   |

#### Munizipalität Tschiatura
| № | Bild | Denkmal           | Baudenkmal                                            | Lage      |
| - | ---- | ----------------- | ----------------------------------------------------- | --------- |
| 1 |      | Darkweti-Kirche   | 11. Jahrhundert                                       | Darkweti  |
| 2 |      | Kazchi-Säule      | 5.–6. Jahrhundert; Mittelalter                        | Kazchi    |
| 3 |      | Kazchi-Kirche     | 11. Jahrhundert                                       | Kazchi    |
| 4 |      | Mghwimewi-Kloster | 13. Jahrhundert; 14. Jahrhundert; 16.–19. Jahrhundert | Mghwimewi |
| 5 |      | Rgani-Kirche      | 10. Jahrhundert                                       | Rgani     |

#### Munizipalität Charagauli
| № | Bild | Denkmal        | Baudenkmal                               | Lage   |
| - | ---- | -------------- | ---------------------------------------- | ------ |
| 1 |      | Ubissi-Kloster | 11. und 12. Jahrhundert; Spätmittelalter | Ubissi |

### Kachetien

#### Munizipalität Achmeta
| №  | Bild | Denkmal                             | Baudatum                               | Lage                    |
| -- | ---- | ----------------------------------- | -------------------------------------- | ----------------------- |
| 1  |      | Kwetera                             | Mittelalter                            | in der Nähe von Achmeta |
| 2  |      | Ghwtaeba-Kirche von Achmeta         | 2. Hälfte des 6. Jahrhunderts          | Achmeta                 |
| 3  |      | Alawerdi-Kloster                    | 11. Jahrhundert; 17.–18. Jahrhundert   | Alawerdi                |
| 4  |      | Argochi-Kirche                      | 8.–9. Jahrhundert                      | Argochi                 |
| 5  |      | Girewi-Turm                         | Spätmittelalter                        | ehemaliges Dorf Girewi  |
| 6  |      | Dartlo-Kirche                       | Spätmittelalter                        | Dartlo                  |
| 7  |      | Burg Diklo                          | Spätmittelalter                        | Diklo                   |
| 8  |      | Kirche von Semo Alwani              | 8.–9. Jahrhundert                      | Semo Alwani             |
| 9  |      | Kloster von Semo Chodascheni        | 2. Hälfte des 13. Jahrhunderts         | Semo Chodascheni        |
| 10 |      | Indurta-Turm                        | Spätmittelalter                        | ehemaliges Dorf Indurta |
| 11 |      | Kwawlo-Turm                         | Spätmittelalter                        | ehemaliges Dorf Kwawlo  |
| 12 |      | Matanier Zchrakara                  | 8.–9. Jahrhundert; 13.–16. Jahrhundert | Matani                  |
| 13 |      | Erelaant Saqdari                    | 5.–6. Jahrhundert                      | Matani                  |
| 14 |      | Kuppelkirche von Matani             | 2. Hälfte des 9. Jahrhunderts          | Matani                  |
| 15 |      | Omalo                               | –––                                    | Omalo                   |
| 16 |      | Burghäuser von Parsma               | Spätmittelalter                        | ehemaliges Dorf Parsma  |
| 17 |      | Ghwtaeba-Kirche von Chartschaschani | 1731                                   | Pitschchowani           |
| 18 |      | Kurtanidseuli-Kirche                | 12.–13. Jahrhundert                    | Chewistschala           |
| 19 |      | Türme von Hegho                     | Spätmittelalter                        | ehemaliges Dorf Hegho   |
| 20 |      | Chati von Hegho                     | Spätmittelalter                        | ehemaliges Dorf Hegho   |
| 21 |      | ehemaliges Dorf Altes Diklo         |                                        | Tuschetien              |
| 22 |      | ehemaliges Dorf Girewi              |                                        | Tuschetien              |
| 23 |      | ehemaliges Dorf Dikurta             |                                        | Tuschetien              |
| 24 |      | ehemaliges Dorf Ageurta             |                                        | Tuschetien              |
| 25 |      | ehemaliges Dorf Indurta             |                                        | Tuschetien              |
| 26 |      | ehemaliges Dorf Zaro                |                                        | Tuschetien              |
| 27 |      | ehemaliges Dorf Tschontio           |                                        | Tuschetien              |
| 28 |      | ehemaliges Dorf Hegho               |                                        | Tuschetien              |
| 29 |      | ehemaliges Dorf Kwawlo              |                                        | Tuschetien              |
| 30 |      | ehemaliges Dorf Parsma              |                                        | Tuschetien              |

#### Munizipalität Gurdschaani
| №  | Bild | Denkmal                                                                 | Baudatum                                    | Lage                      |
| -- | ---- | ----------------------------------------------------------------------- | ------------------------------------------- | ------------------------- |
| 1  |      | Allerheiligenkirche von Gurdschaani                                     | 8. Jahrhundert                              | Gurdschaani               |
| 2  |      | Kirche des Entschlafens der allheiligen Gottesgebärerin von Wasissubani | 6. Jahrhundert                              | Wasissubani               |
| 3  |      | Dawitiani-Kirche von Wasissubani                                        | 6.–7. Jahrhundert                           | Wasissubani               |
| 4  |      | Palast von Watschnadsiani                                               | 9.–10. Jahrhundert                          | Watschnadsiani            |
| 5  |      | Allerheiligenkloster von Watschnadsiani                                 | 6.–7. Jahrhundert; 9. Jahrhundert           | Watschnadsiani            |
| 6  |      | Segaani-Kloster                                                         | 5. Jahrhundert; 7. Jahrhundert; Mittelalter | Segaani                   |
| 7  |      | Sabazminda                                                              | 13. Jahrhundert; 15.–16. Jahrhundert        | Kardenachi                |
| 8  |      | Basilika von Kardenachi                                                 | 6. Jahrhundert                              | Kardenachi                |
| 9  |      | Tscheremi                                                               | 5.–11. Jahrhundert                          | Tscheremi                 |
| 10 |      | Sanagire                                                                | 10.–11. Jahrhundert; Mittelalter            | Wasissubani (Gurdschaani) |

#### Munizipalität Dedopliszqaro
| № | Bild | Denkmal                    | Baudatum                        | Lage           |
| - | ---- | -------------------------- | ------------------------------- | -------------- |
| 1 |      | Osaani-Kirche              | 10. Jahrhundert                 | Osaani         |
| 2 |      | Historische Stadt Didnauri | 12.–9. Jahrhundert vor Christus | Schiraki-Ebene |

#### Munizipalität Telawi
| №  | Bild | Denkmal                                                         | Baudatum                            | Lage                   |
| -- | ---- | --------------------------------------------------------------- | ----------------------------------- | ---------------------- |
| 1  |      | Kloster Neues Schuamta                                          | Mitte des 16. Jahrhunderts          | in der Nähe von Telawi |
| 2  |      | Kloster Altes Schuamta                                          | 5.–7. Jahrhundert                   | in der Nähe von Telawi |
| 3  |      | Iqalto-Kloster                                                  | 6.–12. Jahrhundert                  | Iqalto                 |
| 4  |      | Akura-Kirche                                                    | 9. Jahrhundert                      | Akura                  |
| 5  |      | Palast von Wanta                                                | 8.–9. Jahrhundert                   | Wanta                  |
| 6  |      | Dreikirchenbasilika von Iqalto                                  | 6. Jahrhundert                      | Iqalto                 |
| 7  |      | Ruspiri-Kloster                                                 | 13. Jahrhundert                     | Ruispiri               |
| 8  |      | Kondoli-Kirche                                                  | 6. Jahrhundert                      | Kondoli                |
| 9  |      | Batonis Ziche und Historisch-Ethnographisches Museum von Telawi | 9. Jahrhundert; 17.–18. Jahrhundert | Telawi                 |
| 10 |      | Zinandali                                                       | 19. Jahrhundert                     | Zinandali              |
| 11 |      | Festung Lalisquri                                               | 18. Jahrhundert                     | Lalisquri              |

#### Munizipalität Lagodechi
| № | Bild | Denkmal                     | Baudatum          | Lage       |
| - | ---- | --------------------------- | ----------------- | ---------- |
| 1 |      | Kotschalo-Basilika          | 6. Jahrhundert    | Lagodechi  |
| 2 |      | Burg und Kirche von Matschi | 8.–9. Jahrhundert | Zodniskari |

#### Munizipalität Sagaredscho
| № | Bild | Denkmal                                                                                           | Baudatum                               | Lage                   |
| - | ---- | ------------------------------------------------------------------------------------------------- | -------------------------------------- | ---------------------- |
| 1 |      | Peter-und-Paul-Kirche von Sagaredscho                                                             | 17.–18. Jahrhundert                    | Sagaredscho            |
| 2 |      | Manawi-Kirche                                                                                     | 1787                                   | Manawi                 |
| 3 |      | Burg Manawi                                                                                       | 9.–10. Jahrhundert                     | Manawi                 |
| 4 |      | Ninozminda-Kathedrale                                                                             | 5.–6. Jahrhundert; 16.–18. Jahrhundert | Ninozminda             |
| 5 |      | Klosterkomplex Dawit Garedscha: Dodos Rka, Lawra Dawits, Zamebuli-Kloster, Natlismzemeli-Kloster. | 6.–18. Jahrhundert                     | in der Nähe von Udabno |
| 6 |      | Festung Udscharma                                                                                 | 5.–15. Jahrhundert                     | Udscharma              |
| 7 |      | Sameba-Kirche von Chaschmi                                                                        | 6.–18. Jahrhundert                     | Chaschmi               |
| 8 |      | Kirche der Gottesgebärerin von Chaschmi                                                           | 14.–15. Jahrhundert                    | Chaschmi               |
| 9 |      | Hausmuseum von Giorgi Leonidse                                                                    |                                        | Patardseuli            |

#### Munizipalität Sighnaghi
| № | Bild | Denkmal                                                                                      | Baudatum                        | Lage         |
| - | ---- | -------------------------------------------------------------------------------------------- | ------------------------------- | ------------ |
| 1 |      | Kloster Bodbe                                                                                | 4., 9., 18. und 20. Jahrhundert | Semo Bodbe   |
| 2 |      | Mauer von Sighnaghi                                                                          | 16.–18. Jahrhundert             | Sighnaghi    |
| 3 |      | Glockenturm von Sighnaghi                                                                    | 18.–19. Jahrhundert             | Sighnaghi    |
| 4 |      | Klosterkomplex Dawit Garedscha: Berebis Seri, Kolagiri-Kloster, Didi Kwabebi, Patara Kwabebi | 11.–12. Jahrhundert             | Semo Magharo |
| 5 |      | Kloster Chirsa                                                                               | 6.–18. Jahrhundert              | Tibaani      |

#### Munizipalität Qwareli
| №  | Bild | Denkmal                              | Baudatum                       | Lage        |
| -- | ---- | ------------------------------------ | ------------------------------ | ----------- |
| 1  |      | Nkressi                              | 4.–16. Jahrhundert             | Qwareli     |
| 2  |      | Kirche Altes Gawasi                  | 5.–17. Jahrhundert             | Achalsopeli |
| 3  |      | Burg und Kirche von Gremi            | Spätmittelalter                | Enisseli    |
| 4  |      | Schilda-Kirche                       | 6.–7. Jahrhundert; Mittelalter | Schilda     |
| 5  |      | Warzana-Kirche                       | 10. Jahrhundert                | Schilda     |
| 6  |      | Dolotschopi-Basilika                 | 5. Jahrhundert                 | Qwareli     |
| 7  |      | Feuertempel von Nekressi             | 3.–4. Jahrhundert              | Schilda     |
| 8  |      | Tschabukauri-Basilika                | 4.–6. Jahrhundert              | Schilda     |
| 9  |      | Hausmuseum von Ilia Tschawtschawadse |                                | Qwareli     |
| 10 |      | Inzoba-Kloster                       | 6. Jahrhundert                 | Sabue       |

### Mzcheta-Mtianeti

#### Munizipalität Duscheti
| №  | Bild | Denkmal                         | Baudatum                           | Lage             |
| -- | ---- | ------------------------------- | ---------------------------------- | ---------------- |
| 1  |      | Burg von Tschilaschwili         | 17.–19. Jahrhundert                | Duscheti         |
| 2  |      | Burg Ananuri                    | 16.–17. Jahrhundert                | Ananuri          |
| 3  |      | Achatani-Kirche                 | 13. Jahrhundert                    | Achatani         |
| 4  |      | Msezweri-Kirche                 |                                    | Butschaani       |
| 5  |      | Dawati-Kirche                   | 8.–9. Jahrhundert                  | Dawati           |
| 6  |      | Palast von Semo Kodiszqaro      | 16. Jahrhundert                    | Semo Kodiszqaro  |
| 7  |      | Muzo                            | Mittelalter                        | Muzo             |
| 8  |      | Mtschadidschwari-Kirche         | 1668, 1746, 19. Jahrhundert        | Mtschadidschwari |
| 9  |      | Kloster Bsiani                  | 7.–8. Jahrhundert; 10. Jahrhundert | Nedsichi         |
| 10 |      | Korogho-Kirche                  | 10.–11. Jahrhundert                | Korogho          |
| 11 |      | Türme von Tschinti              | 18. Jahrhundert                    | Tschinti         |
| 12 |      | Schatili                        | 16.–18. Jahrhundert                | Schatili         |
| 13 |      | Hausmuseum von Wascha-Pschawela |                                    | Tschargali       |

#### Munizipalität Tianeti
| № | Bild | Denkmal              | Baudatum                               | Lage       |
| - | ---- | -------------------- | -------------------------------------- | ---------- |
| 1 |      | Schaleti-Kirche      | 8.–9. Jahrhundert; 11.–13. Jahrhundert | Sioni      |
| 2 |      | Burg Botschorma      | 10. Jahrhundert; 18. Jahrhundert       | Botschorma |
| 3 |      | Kloster von Artschil | 8.–18. Jahrhundert                     | Nadokra    |

#### Munizipalität Mzcheta
| №  | Bild | Denkmal                                            | Baudatum                                        | Lage                |
| -- | ---- | -------------------------------------------------- | ----------------------------------------------- | ------------------- |
| 1  |      | Antiokia-Kirche                                    | 7.–8. Jahrhundert                               | Mzcheta             |
| 2  |      | Samtawro-Kloster                                   | 11. Jahrhundert                                 | Mzcheta             |
| 3  |      | Swetizchoweli                                      | 1010–1029                                       | Mzcheta             |
| 4  |      | Armasi                                             | 13.–15. Jahrhundert                             | Mzcheta             |
| 5  |      | Dschwari                                           | 586–604                                         | Mzcheta             |
| 6  |      | Schiomghwime                                       | 6.–19. Jahrhundert                              | Mzcheta             |
| 7  |      | Matschchani-Kirche                                 | 8.–9. Jahrhundert                               | Dighomi             |
| 8  |      | Tchinwali-Palast                                   | 17.–18. Jahrhundert                             | Tchinwali           |
| 9  |      | Palast von Muchrani                                | 2. Hälfte des 19. Jahrhunderts                  | Muchrani            |
| 10 |      | Sedaseni-Kloster                                   | 6. Jahrhundert; 8. Jahrhundert; 17. Jahrhundert | Saguramo            |
| 11 |      | Schaltba-Kirche                                    | 1669                                            | Schaltba            |
| 12 |      | Telowani-Kirche                                    | 8.–9. Jahrhundert                               | Ksowrissi           |
| 13 |      | Festung Ksani                                      | 1511–1514                                       | Zichisdsiri         |
| 14 |      | Zerowani-Kirche                                    | 11. Jahrhundert                                 | Zerowani            |
| 15 |      | Zilkani-Kathedrale                                 | 4. Jahrhundert                                  | Zilkani             |
| 16 |      | Hausmuseum Ilia-Tschawtschawadse                   |                                                 | Saguramo            |
| 17 |      | Burg von Zizischwili                               | 17. Jahrhundert                                 | Kwemo Nitschbissi   |
| 18 |      | Mzcheta-Schrein                                    | Antike                                          | Mzcheta             |
| 19 |      | Bebrisziche                                        | Frühmittelalter                                 | Mzcheta             |
| 20 |      | Armasischewi                                       | Mittelalter                                     | Mzcheta             |
| 21 |      | Gräberfeld von Samtavro                            | 8.–9. Jahrhundert                               | Ksowrissi           |
| 22 |      | Landwirtschaftliche Schule von Zinamdsghwriantkari | 1883                                            | Zinamdsghwriantkari |

#### Munizipalität Qasbegi
| № | Bild | Denkmal                           | Baudatum            | Lage         |
| - | ---- | --------------------------------- | ------------------- | ------------ |
| 1 |      | Garbani-Kirche                    | 9.–10. Jahrhundert  | Garbani      |
| 2 |      | Gergetier Dreifaltigkeitskirche   | 14. Jahrhundert     | Stepanzminda |
| 3 |      | Höhle von Bethlehem               | Hochmittelalter     | Kasbek       |
| 4 |      | Türme von Sekagori                | 17. Jahrhundert     | Sekagori     |
| 5 |      | Sioni-Kirche von Chewi            | 9.–10. Jahrhundert  | Sioni        |
| 6 |      | Festung Sno                       | 16.–17. Jahrhundert | Sno          |
| 7 |      | Hausmuseum von Aleksandre Qasbegi |                     | Stepanzminda |

### Ratscha-Letschchumi und Niederswanetien

#### Munizipalität Ambrolauri
| № | Bild | Denkmal                | Baudatum                    | Lage        |
| - | ---- | ---------------------- | --------------------------- | ----------- |
| 1 |      | Bugeuli-Kirche         | 16. Jahrhundert             | Bugeuli     |
| 2 |      | Kirche von Semo Krichi | 10.–11. Jahrhundert         | Semo Krichi |
| 3 |      | Kldissubani-Kirche     | 9.–10. Jahrhundert          | Kldisubani  |
| 4 |      | Nikorzminda-Kathedrale | 11. Jahrhundert             | Nikorzminda |
| 5 |      | Raketi-Kirche          | Anfang des 11. Jahrhunderts | Patara Oni  |
| 6 |      | Chimschi-Kirche        | 11.–12. Jahrhundert         | Chimschi    |

#### Munizipalität Lentechi
| № | Bild | Denkmal               | Baudatum            | Lage           |
| - | ---- | --------------------- | ------------------- | -------------- |
| 1 |      | Mami-Kirche           | 10.–11. Jahrhundert | Mami           |
| 2 |      | Sassaschi-Kirche      | Hochmittelalter     | Sassaschi      |
| 3 |      | Saqdari-Kirche        | Hochmittelalter     | Saqdari        |
| 4 |      | Twibi-Kirche          | 10.–11. Jahrhundert | Twibi          |
| 5 |      | Tschichascheri-Kirche | Hochmittelalter     | Tschichascheri |
| 6 |      | Tschukuli-Kirche      | 10.–12. Jahrhundert | Tschukeli      |
| 7 |      | Schachunderi-Kirche   | 10.–12. Jahrhundert | Schachunderi   |

#### Munizipalität Oni
| № | Bild | Denkmal            | Baudatum        | Lage        |
| - | ---- | ------------------ | --------------- | ----------- |
| 1 |      | Synagoge von Oni   | 1895            | Oni         |
| 2 |      | Sori-Kirche        | Mittelalter     | Sori        |
| 3 |      | Mrawaldsali-Kirche | 11. Jahrhundert | Mrawaldsali |

#### Munizipalität Zageri
| № | Bild | Denkmal                   | Baudatum        | Lage                                        |
| - | ---- | ------------------------- | --------------- | ------------------------------------------- |
| 1 |      | Lailaschi-Kirche          | Mittelalter     | Lailaschi                                   |
| 2 |      | Nakuraleschi-Kirche       | 17. Jahrhundert | Nakuraleschi                                |
| 3 |      | Dechwiri-Festung          | 16. Jahrhundert | Dechwiri                                    |
| 4 |      | Festung und Höhle Chwamli |                 | Munizipalität Zageri Munizipalität Zqaltubo |